# Zapytajnik
Zapytajnik – skała w Dolinie Będkowskiej na Wyżynie Krakowsko-Częstochowskiej, we wsi Będkowice w województwie małopolskim, w powiecie krakowskim, w gminie Wielka Wieś. Znajduje się w północnym skrzydle Bramy Będkowskiej, przy wylocie Wąwozu Będkowickiego do Doliny Będkowskiej. Pod szczytem wschodnich zboczy Doliny Będkowskiej znajduje się grupa skał, na mapie Geoportalu opisanych jako Skały Północnej Bramy Będkowskiej. Wspinacze skalni wyróżniają wśród nich skały: Pytajnik, Zapytajnik, Odpowiednik i Rogata Grań. Zapytajnik znajduje się pomiędzy Pytajnikiem i Odpowiednikiem.
Zbudowany z wapieni Zapytajnik znajduje się na stromym zboczu porośniętym lasem sosnowo-bukowym. Ma wysokość 12 m, ścianę miejscami połogą, miejscami pionową.

## Drogi wspinaczkowe
Wspinacze zaliczają Zapytajnika do Grupy Bramy Będkowskiej. Na Pytajniku jest łącznie 11 dróg wspinaczkowych o trudności od III+ do VI.2 w skali Kurtyki. Mają zamontowane stałe punkty asekuracyjne w postaci ringów (r) i stanowiska zjazdowe (st).

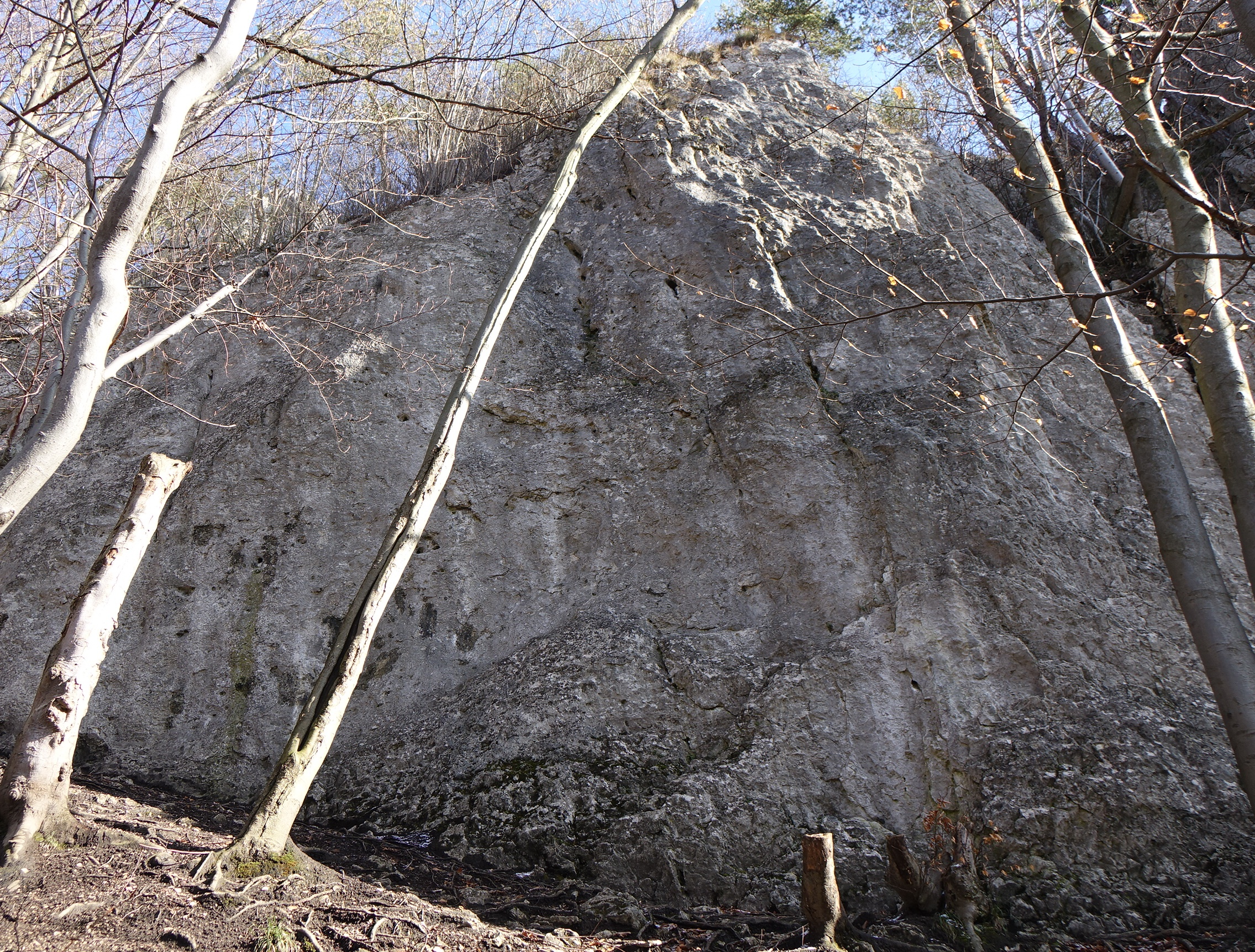
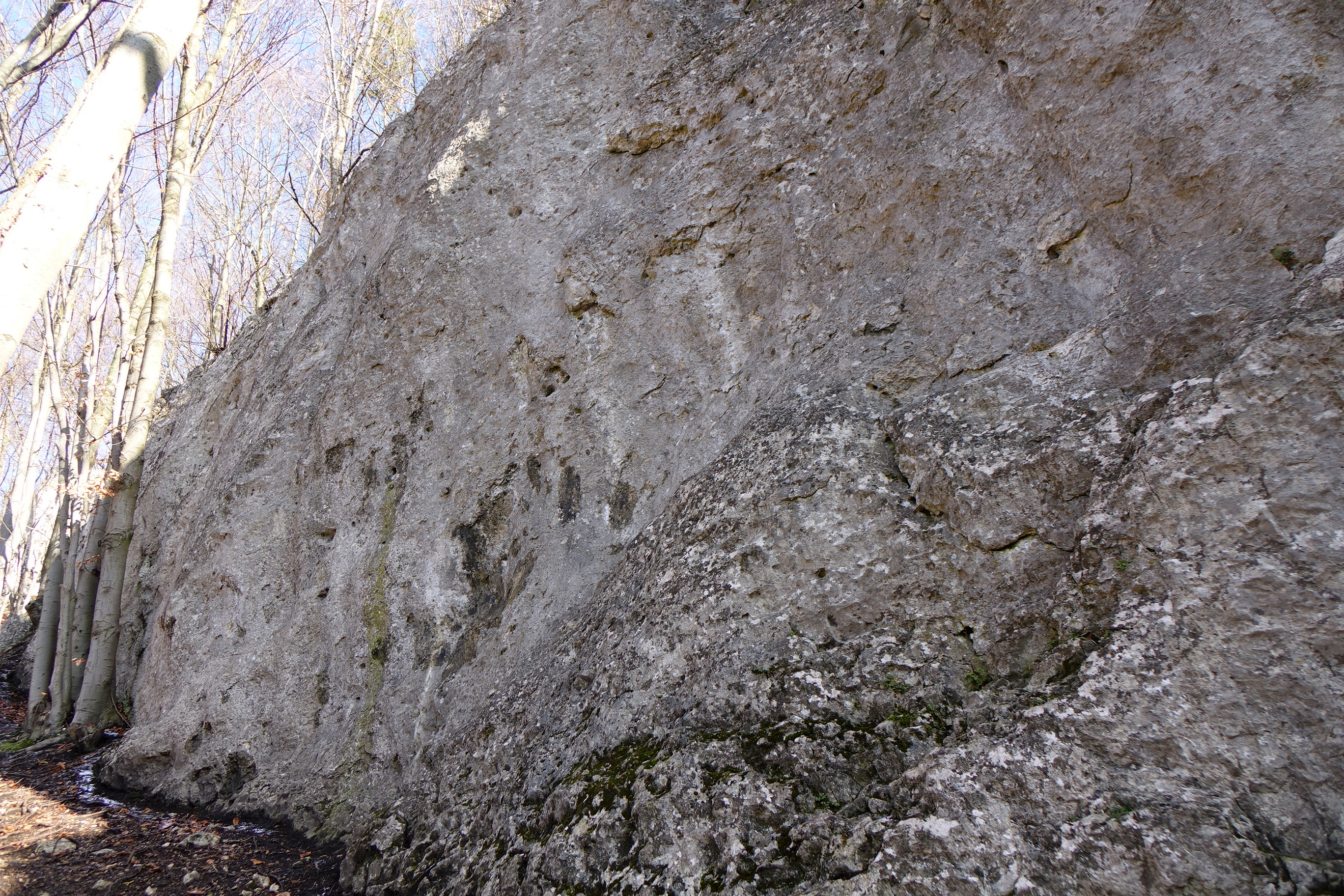
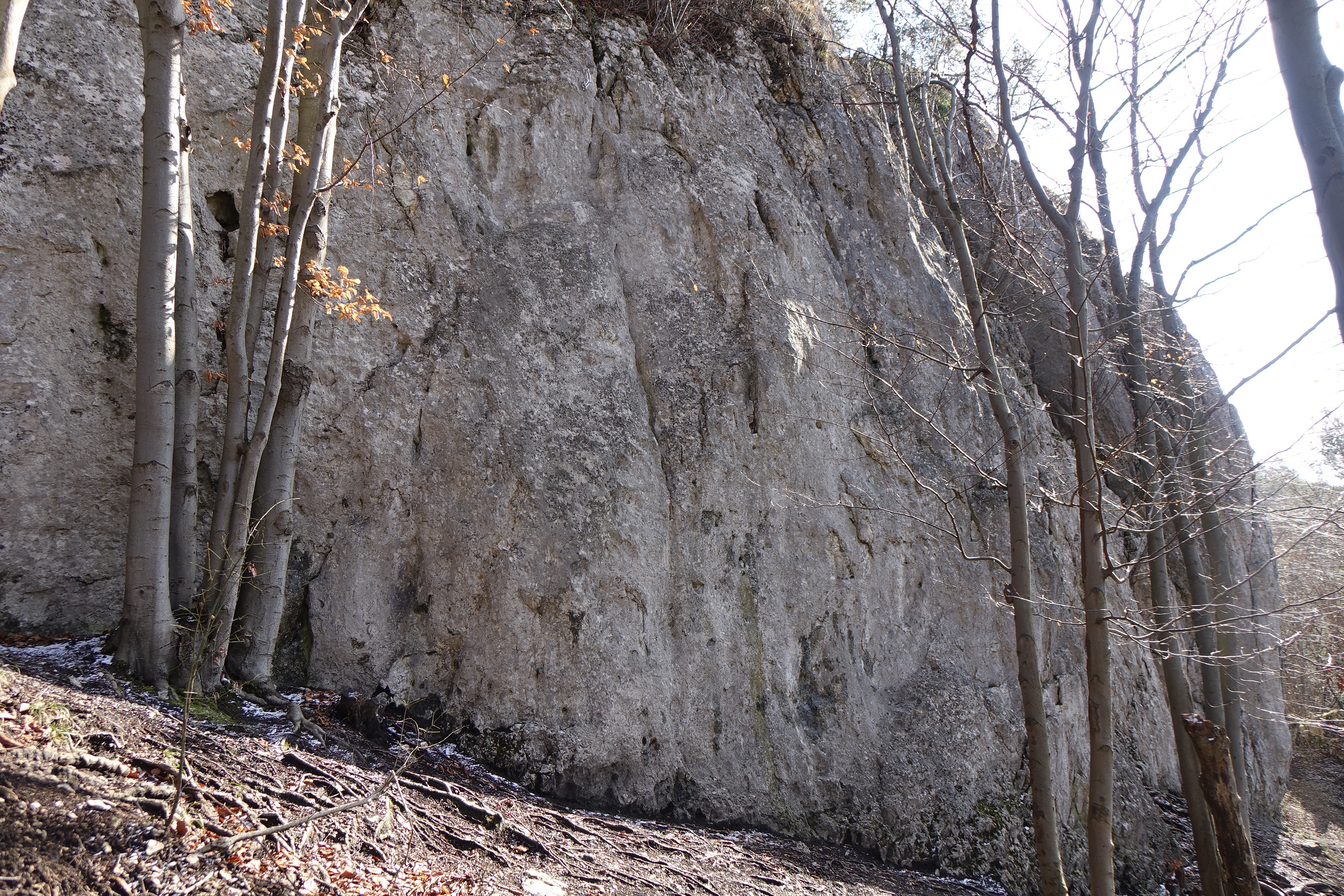
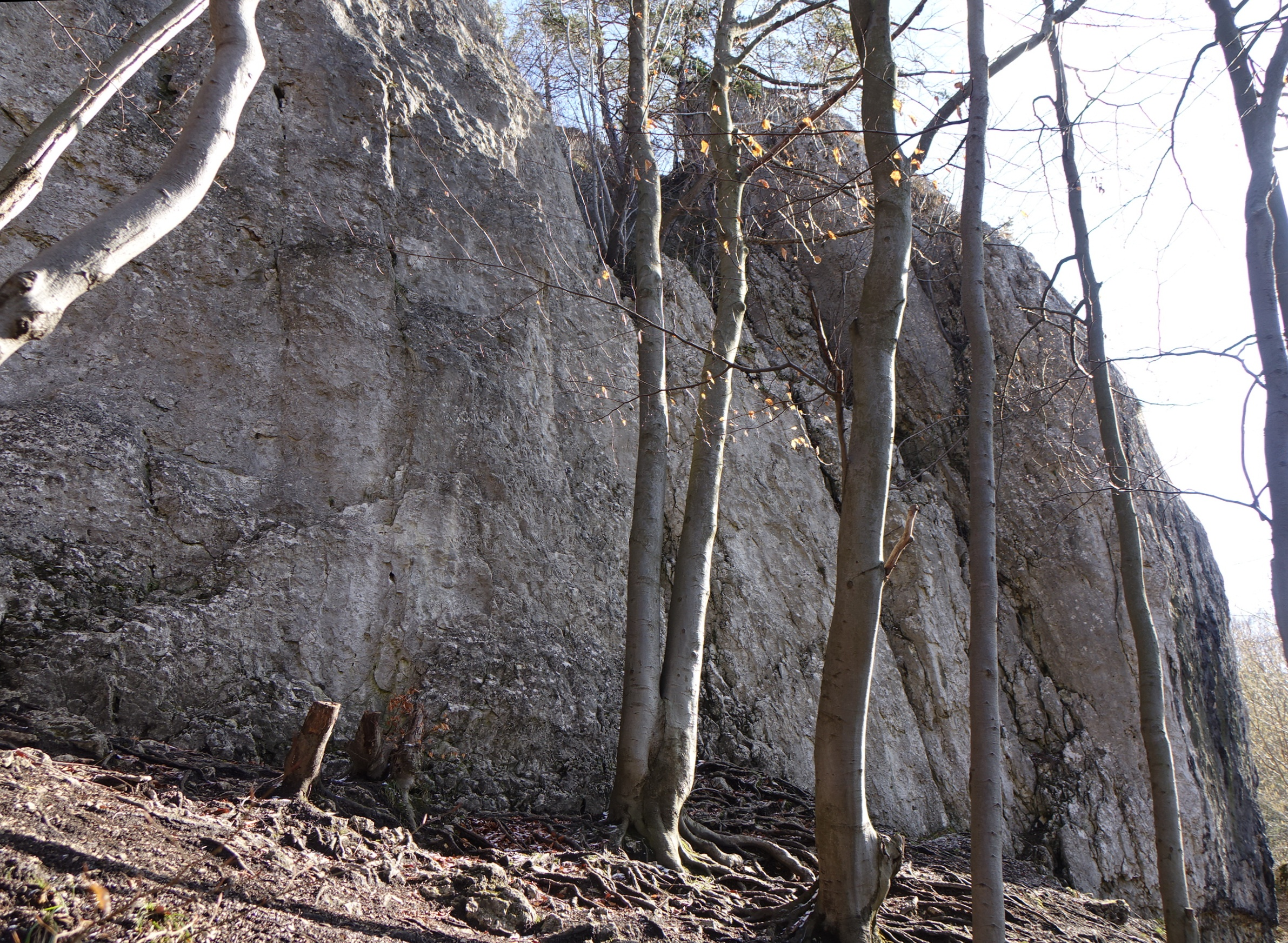

1. Koń z dobrego domu; 3r + st, IV, 10 m
2. 2018 Odyseja komiczna; 3r + st, VI.2, 10 m
3. Kałasznikow; 3r + st, VI.1, 10 m
4. Air fuck one; 3r + st, VI, 11 m
5. Kung-fu; 4r + st, V, 11 m
6. Miłe złego początki; 5r + st, VI, 11 m
7. Zafilarek; 6r + st, V-, 12 m
8. Zaciątko; 6r + st, IV+, 12 m
9. Integracja pierwotna; III+, 7 m
10. Dezintegracja wielopoziomowa; IV+, 7 m
11. Integracja wtórna; IV, 8 m[3].